# Gianluca Costantini

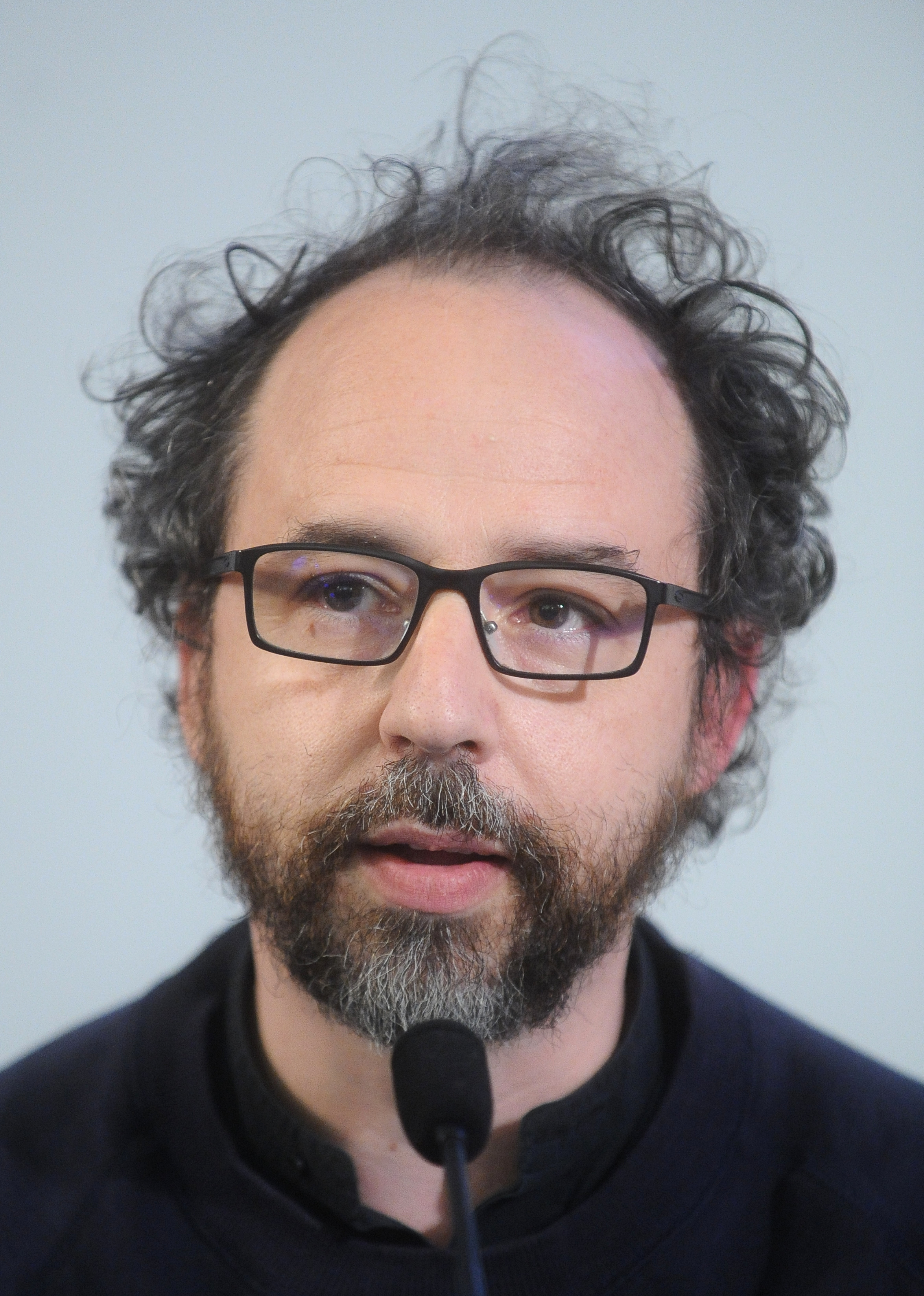
Gianluca Costantini

Gianluca Costantini (* 19. Dezember 1971 in Ravenna, Italien) ist ein italienischer Karikaturist, Künstler, Comic-Journalist und Aktivist.

## Leben
Gianluca Costantini machte seine Ausbildung an der Akademie der Schönen Künste in Ravenna. Seine Karriere begann im Jahr 1993, als er zu den Publikationen Schizzo in Cremona und der Zeitung Il Manifesto beitrug. Ab dem Jahr 2000 begann er, mit der Nutzung des Internets in der Sprache der Comics zu experimentieren, durch das Projekt inguine.net, das später zur Veröffentlichung des Magazins inguineMAH!gazine durch Coniglio Editore führte. Im Jahr 2002 kuratierte er die Ausstellung von Joe Sacco in Italien, gefolgt im Jahr 2003 von der Ausstellung von Marjane Satrapi. Im Jahr 2005 organisierte er gemeinsam mit Elettra Stamboulis das Komikazen-Festival für Comics über reale Lebensgeschichten, eine Veranstaltung, die er bis 2016 weiterführte.
Ab 2010 unterrichtet Gianluca Costantini Comic Art in der zweijährigen Spezialisierung in Comic-Sprachen an der Akademie der Bildenden Künste in Bologna. Von 2016 bis 2020 nahm er aktiv an den Aktivitäten von DiEM25 (Demokratie in Europa Bewegung 2025) teil, der von Yanis Varoufakis geleiteten Bewegung, und arbeitete mit dem chinesischen Künstler Ai Weiwei zusammen.

## Zeichnungen für Menschenrechte
Seit 2004 hat sich Gianluca Costantini durch sein Engagement für die Illustration global bedeutender politischer und sozialer Ereignisse ausgezeichnet. Seine künstlerische Karriere begann mit der Zusammenarbeit am Indymedia-Portal, wobei der Fokus auf bedeutenden politischen Ereignissen wie Straßenprotesten und Revolutionen lag, die die globale Landschaft geprägt haben. Zu seinen bemerkenswertesten Werken gehören Zeichnungen, die der ägyptischen Revolution von 2011 in Kairo, dem Occupy Gezi-Protest in Istanbul im Jahr 2013 sowie dem Hongkong-Protest von 2019 und 2020 gewidmet sind.
Ab 2014 hat sich Costantini auf seine künstlerischen Fähigkeiten im Bereich der Menschenrechte konzentriert, wobei er besonders auf die Bedingungen von Inhaftierten an Orten wie Bahrain, Saudi-Arabien, China, der Türkei und Ägypten eingegangen ist. Im Jahr 2018 hat er das Massaker in der Redaktion der Zeitung Capital Gazette in Annapolis, Maryland, verfolgt und mit seinen Zeichnungen festgehalten.
Im Jahr 2019 arbeitete er mit Pen International zusammen und schuf eine Serie von Zeichnungen, die darauf abzielten, das öffentliche Bewusstsein für Menschenrechtsfragen in Eritrea zu schärfen. Seine künstlerischen Bemühungen verflechten sich mit bedeutenden internationalen Menschenrechtsorganisationen, darunter Amnesty International, ActionAid, SOS Mediterranée und Arci.
Die Anerkennung seines künstlerischen Beitrags wurde 2019 betont, als er den "Kunst- und Menschenrechts"-Preis von Amnesty International erhielt. Im Jahr 2023 festigte Costantini sein Engagement für Menschenrechte weiter durch die Veröffentlichung des Buches "Human Rights Portraits". Diese Arbeit wurde anlässlich des sechzigsten Jubiläums von Amnesty International präsentiert und enthält tiefgehende Texte, kuratiert von Riccardo Noury. Das Buch stellt einen bedeutenden Beitrag zur Dokumentation menschlicher Geschichten und der Herausforderungen dar, die im Kampf für Menschenrechte auftreten.

### Der Fall Patrick Zaki

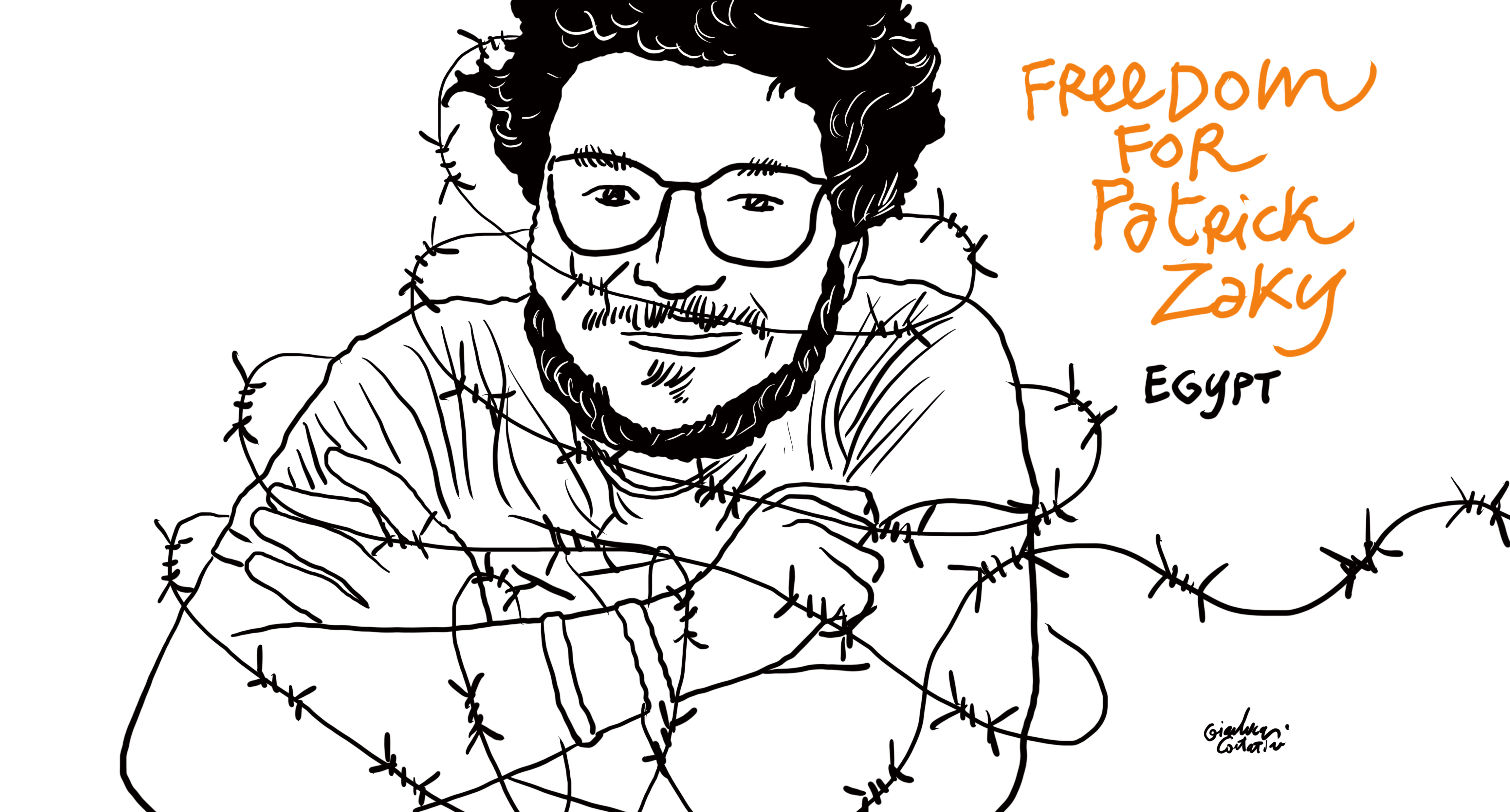
Das Porträt, das der Künstler Gianluca Costantini am 7. Februar 2020 geschaffen hat.

Gianluca Costantini war der Schöpfer des ikonischen Bildes, das mit dem Fall Patrick Zaki in Verbindung gebracht wird. Die Zeichnung wurde am 7. Februar 2002 veröffentlicht, dem Tag von Zakis Verhaftung. Zwei Jahre lang wurde die Zeichnung im Rahmen der Befreiungskampagne von Amnesty International eingesetzt und in großen Installationen in italienischen Städten präsentiert. Im Mai 2020 ließ Bürgermeister Virginio Merola von Bologna eine Reproduktion der Zeichnung auf der Piazza Maggiore installieren. Im selben Monat wurde eine bedeutende Installation in der Archiginnasio-Bibliothek im Auftrag der Universität Bologna realisiert. Im Jahr 2022 veröffentlichte Gianluca Costantini einen Graphic Novel mit dem Titel "Patrick Zaki, una storia egiziana", geschrieben von Laura Cappon und herausgegeben von Feltrinelli Editore.

### Die Anschuldigung des Terrorismus durch die türkische Regierung
Im Juli 2016 wurde Costantini nach dem gescheiterten Putschversuch in der Türkei zunächst von der Regierung im Internet innerhalb der türkischen Grenzen zensiert. Anschließend wurde er am 28. Juli in Abwesenheit vor den Kriminalämtern des Friedensrichters in Golbasi angeklagt und wegen Terrorismus angeklagt.

### Zeichnungen für die Proteste für Mahsa Amini
Im Jahr 2022 begann Costantini damit, die iranischen Proteste in Reaktion auf die Tötung der zweiundzwanzigjährigen Mahsa Amini zu dokumentieren und visuell darzustellen, ein Ereignis, das die internationale Gemeinschaft erschütterte. Sein Engagement in dieser Angelegenheit war eine Reaktion auf Menschenrechtsverletzungen und Ungerechtigkeiten, die vom iranischen Regime begangen wurden. Im darauf folgenden Jahr setzte Costantini seine künstlerischen Fähigkeiten weiterhin dafür ein, die Frauenrevolution im Iran und die vom Regime geförderten Todesstrafen zu dokumentieren.
Durch seine Arbeit beabsichtigte Costantini, die Stimmen der iranischen Frauen zu verstärken und weltweit auf wichtige Themen in Bezug auf Freiheit und Menschenrechte aufmerksam zu machen. Die Zeichnungen von Gianluca Costantini sind zu einer visuellen Zeugenaussage über die Kämpfe und Bestrebungen des iranischen Volkes nach Freiheit und Gerechtigkeit geworden. Seine Werke wurden in vielen Städten weltweit ausgestellt, darunter Paris, Mailand, London, Berlin, Denver, Los Angeles, Vancouver, Fribourg, Tallinn und Ottawa, und haben ein breites internationales Publikum erreicht.
Costantinis Einzelausstellung mit dem Titel "La strage dei fiori" (Das Massaker der Blumen) stieß auf großes Interesse und bot dem Publikum die Gelegenheit, über die komplexen und oft dramatischen Realitäten der Situation im Iran nachzudenken. Das Banner mit der Botschaft „Freiheit für Frauen im Iran“ wurde in verschiedenen kommunalen Gebäuden in Italien ausgestellt und symbolisierte die Unterstützung und Solidarität zahlreicher lokaler Gemeinschaften für die Sache der Frauenrechte im Iran.
Im Jahr 2023 betrat Jane Campion den roten Teppich beim Filmfestival von Venedig, wobei sie eine Zeichnung von Gianluca Costantini trug.